# Praga 5
Prague 5, antigament Districte Municipal del Praga (Městská čast Praha 5), és una municipalitat de segon nivell a Praga. El districte administratiu (správní obvod) del mateix nom consisteix dels districtes municipals de Praga 5 i Slivenec.
Praga 5 és un dels districtes més grans de Praga situat al costat oest del riu Vltava. Comprén Smíchov, Radlice, Košíře, Barrandov, Zlíchov, Zličín, Jinonice, Hlubočepy, Motol, Slivenec, Butovice, Chuchle, i Klukovice, com també una part molt menuda de Malá Strana.
El districte va ser el primer de Praga en oferir connexió gratuïta sense fil a Internet als seus ciutadans. Praga 5 és cada vegada més poblat des de la reconstrucció d'Anděl a Smíchov. Ara Anděl és el cor de Praga 5, amb milers d'oficines i un gran centre comercial. També, els garatges subterranis a Anděl són els més grans de Praga. Praga 5 és molt fàcilment accessible gràcies al transport públic: la línia B de Metro i dotzenes de línies de tramvia i autobús.

## Educació
El districte té els següents col·legis internacionals:
- Lycée Français de Prague (Smíchov)[1][2]
- Deutsche Schule Prag (Jinonice)[3]

## Relacions internacionals

### Ciutats bessones
El districte de Praga 5 està agermanat amb:
- Újbuda, Budapest, Hongria[4]